# Gheorghe Magheru
El general Gheorge Magheru (1802, Bârzeiul de Gilot, condado de Gorj - 23 de marzo de 1880) fue un revolucionario y soldado rumano de Valaquia y un aliado político de Nicolae Bălcescu.

## Conspirador radicalpandur
Magheru comenzó sus actividades como pandur de Oltenia en el área de Băileşt dirigiendo su grupo de voluntarios del lado ruso en la Guerra Ruso-Turca. por sus contribuciones personales, Magheru fue galardonado con la Orden de Santa Ana por el zar Alejandro I de Rusia.
Fue uno de los primeros pandures en unirse a la revolución de Valaquia de 1821 bajo el liderazgo de Tudor Vladimirescu. Tras el asesinato de este y el fallo de la revolución, volvió a su vida como forajido. Tras unos años se unió al ejército valaco.
Magheru ascendió rápidamente en la escala militar. Su pasado y su carrera lo convirtieron en un importante reclamo para los jóvenes radicales, a quienes rápidamente se ganó de su parte. Se unió a la sociedad secreta Frăţia, fundada en 1834 por Christian Tell y Ion Ghica con la intención de acabar con el mandato de Alexandru Ghica y después con el de Gheorghe Bibescu.

## Râureni
Tras el estallido de la revolución de Valaquia de 1848, Magheru participó en el Gobierno Provisional formado por los radicales.
Destacó por organizar el campamento militar en Râureni, en los campos pertenecientes al monasterio Schitu Troianu, cerca de Râmnicu Vâlcea.
Magheru intentó usar el campo militar como base para oponerse a las amenazas de la revolución. Sin embargo, cuando las tropas otomanas entraron en Bucarest en septiembre de 1848, ordenó a sus tropas que se retirasen. En este caso siguió, posiblemente, el consejo del cónsul del Reino Unido en la capital Valaca. La actitud pro-otomana se mantuvo viva entre los revolucionarios: ellos habían sido bien recibidos por los turcos, quienes veían en ellos un grupo útil para oponerse a la influencia rusa en los Principados del Danubio. Esto llevó a una paradoja cuando Rusia apoyó las políticas conservadoras en Valaquia y Moldavia mientras los revolucionarios se refugiaban en Estambul. Magheru era muy consciente de estos asuntos por lo que consideró mejor no provocar una respuesta violenta.

## Exilio
Se exilió en París, donde se vio envuelto en numerosas actividades de los emigrantes valacos. Mostró su preocupación por los revolucionarios transilvanos perseguidos por el gobierno húngaro, quienes empezaban a apoyar la intervención rusa, lo que imposibilitaba la lucha valaca en contra de la ocupación.
Consiguió acercarse al líder húngaro Lajos Kossuth en enero de 1849 con una propuesta de confederación húngaro-rumana. El proyecto fue ignorado tanto por los transilvanos como por los húngaros.

## Últimos años y legado
Magheru volvió a Valaquia y se unió al Partida Naţională, el movimiento que trabajaba por la unión de Moldavia y Valaquia. Su ideal político se cumplió el 24 de enero de 1859, cuando el príncipe Alexandru Ioan Cuza fue elegido en Bucarest.
Una de las principales calles de Bucarest lleva el nombre de Magheru y el campo militar de Râuneri es ahora un museo. También es honrado en un sello del Servicio Postal Rumano.